# Ermita de San Atilano (Zamora)
La Ermita de San Atilano fue un lugar de peregrinación en las denominadas fiestas de San Atilano de Zamora (patrón de la ciudad). La fiesta y su romería era documentada ampliamente en el siglo XVII por los villancicos que creaba el poeta y músico Luis de Sandoval y Mallas. La ermita desaparece en el siglo XVIII y se integra en el recién construido cementerio homónimo. 

## Historia
La ermita surge de la actuación del obispo de Zamora, San Atilano antes de una peregrinación a Jerusalén en la que al abandonar la ciudad y pasar por el puente de Olivares arroja su anillo al río Duero. Al regresar a la ciudad, tras varios años de viajes de peregrinación, estando extramuros y muy cerca de la ciudad, decide alojarse en una hospedería San Vicente de Cornú y preparar un pescado para comer. Cuando lo preparan se encuentran el anillo arrojado años antes. Este suceso forma parte de uno de los milagros del Santo. Con el tiempo la hospedería se convirtió en una ermita en honor al Santo. 